# Instinctieve drift
Instinctieve drift is de neiging om terug te gaan van geconditioneerd gedrag naar instinctief gedrag. Het begrip komt van Keller Breland en Marian Breland, voormalige studenten van B.F. Skinner. Skinner was de grondlegger van het behaviorisme dat stelt dat gedrag niet meer is dan enerzijds reflexen op basis van stimuli en anderzijds gebaseerd is op een geschiedenis van positieve en negatieve bekrachtigers. Bij Skinner was er dus geen sprake van instinctief gedrag.
Dit laatste is terug te vinden bij de door Skinner ontwikkelde operante conditionering waarmee hij poogde nieuw gedrag te ontwikkelen. Breland en Breland zagen echter bij onderzoek met varkens dat deze wel geleerd kon worden om houten munten in een spaarvarken te stoppen, maar dat zij na enkele weken weer terugvielen in hun oude gedrag en gingen wroeten met de muntjes. Bij wasberen zagen ze dat deze de munten begonnen te wassen. Zowel bij de varkens als bij de wasberen overheerste uiteindelijk het natuurlijke gedrag, het instinct.
De Brelands beschreven dit in 1961 in American Psychologist in het artikel The Misbehavior of Organisms, naar het klassieke werk van Skinner uit 1938, The Behavior of Organisms. Het artikel bracht de fundamenten van het behaviorisme in gevaar, samen met de kritiek uit 1959 van Noam Chomsky op Verbal Behavior van Skinner. Dit alles bracht de cognitieve revolutie op gang waarbij meer de nadruk kwam te liggen op de cognitie.